# Hendrik III van Gorizia
Hendrik III van Gorizia (1263-1323) was van 1304 tot aan zijn dood graaf van Gorizia. Hij behoorde tot het huis Gorizia.

## Levensloop
Hendrik III was de oudste zoon van graaf Albert I van Gorizia en diens echtgenote Euphemia, dochter van hertog Koenraad I van Glogau. Tussen 1295 en 1299 begeleidde hij zijn vader bij de verovering van Istrië tegen het Patriarchaat Aquileja.
In 1304 werd Hendrik III na de dood van zijn vader graaf van Gorizia. Tijdens zijn bewind was hij betrokken bij de feodale oorlogen met het patriarchaat Aquileja. Aanvankelijk vocht hij met Gherardo III da Camino en andere heren uit Friuli en Udine tegen patriarch Ottobuono di Razzi. Nadien wisselde hij van kamp; paus Clemens V stelde Hendrik III aan als kapitein-generaal van Friuli zodat deze de wereldlijke macht van de patriarch kon afsnoepen. 
Ook werd hij in 1311 benoemd tot podestà van Triëst.
Hendrik III stelde zijn zoon Meinhard V, die in 1318 op vroege leeftijd stierf, aan als medeheerser in Gorizia. In 1323 stierf hij.

## Huwelijken en nakomelingen
In 1297 huwde Hendrik III met Beatrix, dochter van graaf Gerard dei Camerino. Ze kregen een zoon:
- Meinhard V (overleden in 1318)

Na de dood van zijn eerste vrouw hertrouwde hij met Beatrix (1302-1360), dochter van hertog Stefanus I van Beieren. Ze kregen een zoon:
- Jan Hendrik IV (1322-1338), graaf van Gorizia